# Öckerö
Öckerö es una isla y una localidad que constituye la sede del municipio de Öckerö, provincia de Västra Götaland, Bohuslän en el país europeo de Suecia. Cuenta con 3.488 habitantes según datos del año 2010, y posee una superficie de 242 hectáreas, lo que significa una densidad de 14,39 habitantes por kilómetro cuadrado.